# Versicherungsanstalt öffentlich Bediensteter, Eisenbahnen und Bergbau

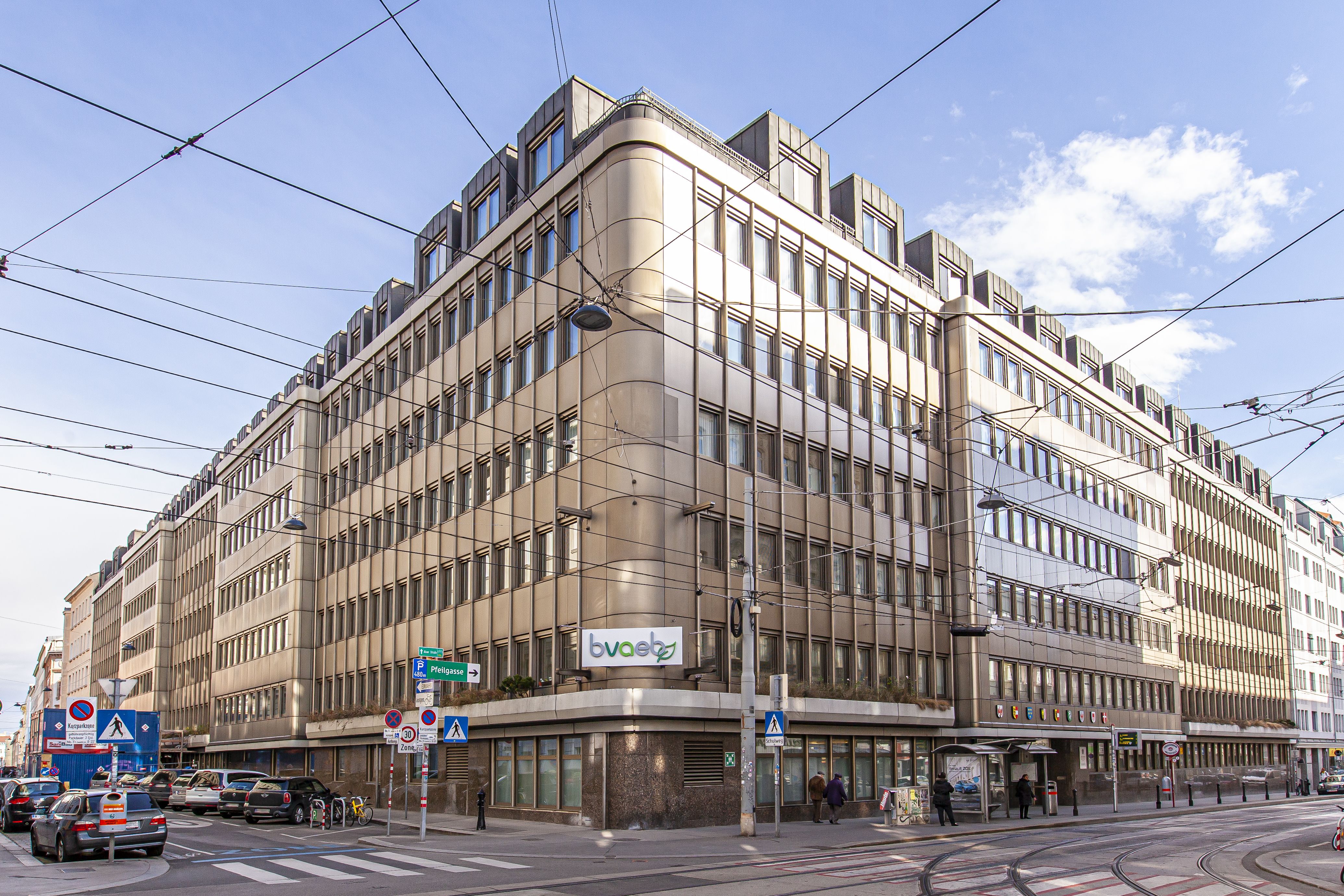
BVAEB-Hauptstelle im 8. Wiener Gemeindebezirk, Josefstädter Straße

Die Versicherungsanstalt öffentlich Bediensteter, Eisenbahnen und Bergbau (BVAEB) ist ein gesetzlicher Sozialversicherungsträger der österreichischen Sozialversicherung.

## Geschichte
Mit 1. Jänner 2020 wurde aus den drei ehemals eigenständigen Sozialversicherungsträgern Versicherungsanstalt öffentlich Bediensteter (BVA), Versicherungsanstalt für Eisenbahnen und Bergbau (VAEB) sowie der Betriebskrankenkasse der Wiener Verkehrsbetriebe (BKKWVB) die Versicherungsanstalt öffentlich Bediensteter, Eisenbahnen und Bergbau (BVAEB).

## Aufgaben
Die BVAEB als ein von den Versicherten selbstverwalteter Sozialversicherungsträger gewährleistet Kranken-, Unfall- und Pensionsversicherung für mehr als 1,1 Millionen Versicherte in ganz Österreich. Von der Kindergeburt bis ins hohe Alter fördert die BVAEB über Vorsorge und präventive Maßnahmen die Gesundheit ihrer Versicherten, ermöglicht Heilbehandlungen, Therapien, Rehabilitationen und sichert ihre Versicherten durch finanzielle Leistungen in allen Lebenslagen ab.

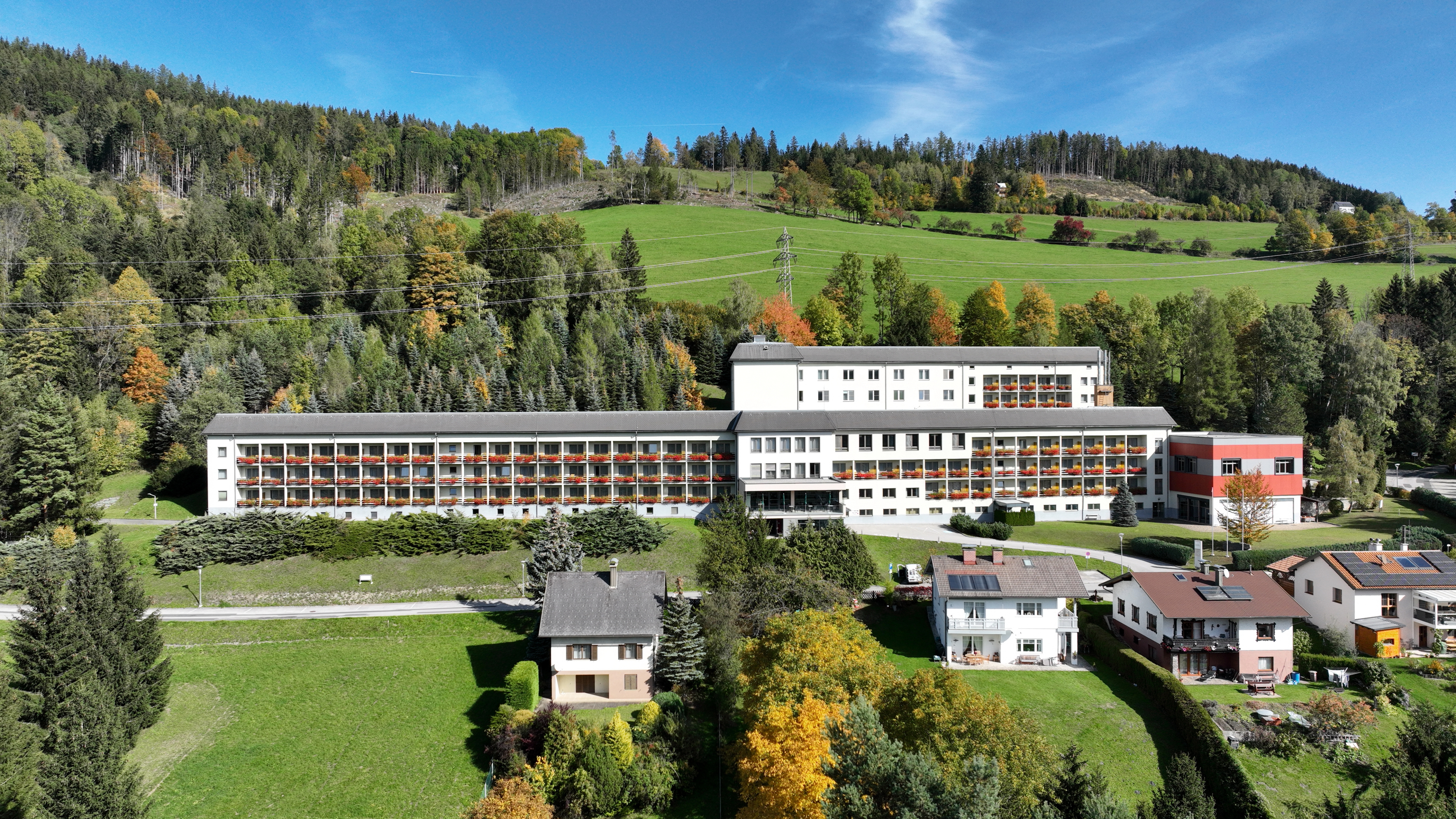
Die Gesundheitseinrichtung in Breitenstein

Neben Servicestandorten in allen Landeshauptstädten betreibt die BVAEB Gesundheitseinrichtungen und Ambulatorien.

## Versichertenkreis der BVAEB
Die BVAEB führt die Kranken- und Unfallversicherung folgender Personen durch:
- Personen, die in einem öffentlich-rechtlichen Dienstverhältnis stehen
- Personen, die durch Wahl, Bestellung oder Entsendung eine Staatsfunktion ausüben (Politiker)
- Vertragsbedienstete des Bundes, deren Dienstverhältnis nach dem 31. Dezember 1998 begründet wurde
- Vertragsbedienstete der Länder, Gemeindeverbände und Gemeinden, deren Dienstverhältnis nach dem 31. Dezember 2000 begründet wurde
- Dienstnehmer der Universitäten nach dem Universitätsgesetz 2002
- Vertragsbedienstete der Wiener Linien
- ÖBB-Beamte
- Angestellte der ÖBB sowie von Privatbahnen
- Beschäftigte von Schlaf- und Speisewagenbetrieben sowie Seilbahnunternehmen
- Beschäftigte in knappschaftlichen Betrieben
- Lehrlinge der zuvor genannten Dienstgeber
- Freie Dienstnehmer der zuvor genannten Dienstgeber

Bei der BVAEB nur krankenversichert sind:
- ASVG Pensionisten, wenn ihr letztes Dienstverhältnis vor dem Anfall der Pension als VB-Neu, Dienstnehmer der Universitäten, ÖBB-Bediensteter etc. war.
- Personen, die einen Ruhe- oder Versorgungsgenuss oder eine Pension nach einem solchen Dienstverhältnis oder einer solchen Funktion beziehen (Pensionisten)
- Bezieher von Kinderbetreuungsgeld

Bei der BVAEB nur unfallversichert sind:
- geringfügig Beschäftigte
- Versicherungsvertreter der Versicherungsanstalt öffentlich Bediensteter, Eisenbahnen und Bergbau und
- ehrenamtliche Bewährungshelfer und ehrenamtliche Sachwalter

In der Pensionsversicherung ist die BVAEB zuständig für die bisher bei der VAEB pensionsversicherten Personen
- Angestellte der ÖBB sowie von Privatbahnen
- Beschäftigte von Schlaf- und Speisewagenbetrieben sowie Seilbahnunternehmen
- Vertragsbedienstete der Wiener Linien
- Beschäftigte in knappschaftlichen Betrieben sowie
- für Lehrlinge und Freie Dienstnehmer, bei den zuvor genannten Dienstgebern

Die BVAEB, Pensionsservice, administriert als Pensionsbehörde erster Instanz die Ruhe- und Versorgungsbezüge:
- der öffentlich-rechtlichen Bediensteten des Bundes,
- sowie seit dem 1. Jänner 2017 auch die pensionsrechtlichen Agenden der Beamten der Post AG, Postbus AG und Telekom.

Standorte / Einrichtungen:
- Hauptstelle Wien
- 16 Servicestellen
- 20 Ambulatorien
- 9 Gesundheitseinrichtungen